# Zanócz Noel
Zanócz Noel (2007. január 8. —) magyar motokrossz versenyző. 2024-ben Európa-bajnok és junior világbajnok lett 125 köbcentis kategóriában, korábban pedig Magyarországon és a környező országokban is szerzett bajnoki címeket utánpótlás szériákban. Jelenleg a JM Racing Honda színeiben versenyez az EMX 250-es kategóriában.

## Pályafutása

### A kezdetek
3 évesen kezdett el motorozni egy Yamaha PW50-es motorral, 5-6 évesen már versenyzett is. A motokrosszal az édesapja, Zanócz Roland révén ismerkedett meg, aki maga is versenyző volt.  Apja tudatosan, lépésről lépésre építette Noel sportkarrierjét: nem csak edzőként, mentorként és lelki támaszként segítette fiát, hanem az utazások és a versenyek logisztikai hátterét is ő teremtette meg.
2012-ben már elindult a magyar bajnokságban az MX50-es kategóriában, ahol két versenyhétvégét kihagyva összetettben végül a 16. helyen zárt a KTM Kecskemét színeiben. 2013-ban a szezon első három fordulóját hagyta ki és úgy végzett a 12. helyen összetettben.  2014-ben 2. lett összetettben az 50 köbcentis kategória mini értékelésében: 14-ből 11 versenyt megnyert, de kihagyott két versenyhétvégét.
2015-ben megszerezte az első magyar bajnoki címét: MX50-ben, maxi értékelésben hibátlan szezont futott, mind a 14 futamot megnyerve bajnok lett. A szezon utolsó versenyhétvégéjén bemutatkozott a 65 köbcentisek között is, ahol 27 pontot gyűjtött össze és összetettben a 16. lett. 2016-ra már tapasztalt versenyzőnek számított. Nem csak a hazai bajnokságban edződött, hanem külföldön is komoly rutint szerzett: nyert már korosztályos osztrák bajnokságot, nyert futamot a cseh bajnokságban és Európa-bajnokságról is volt egy 11. helye. Ebben az évben a MAMS országos bajnokságában az MX65-ben indult, ahol (egy versenyhétvégét kihagyva) Pergel Bence mögött a 4. helyen végzett összesítésben. 2017-ben ismét magyar bajnok lett: MX65-ben 10-ből 7-versenyt megnyerve lett a legjobb, az utolsó versenyhétvégén pedig kipróbálta magát a 85 köbcentis géposztályban is. Fontos még kiemelni, hogy ebben az évben kezdett el Maurer Csaba csapatában versenyezni egy Husqvarnával - 2021-ig ment náluk. 2018-ban már a teljes szezont 85cc-s géppel teljesítette, végül 5. helyen zárt (egy versenyhétvége kimaradt számára abban a szezonban). 
2019-ben egy szűk fél szezont tudott csak menni a magyar bajnokságban, ahol MX85-ben 6 versenyen 1-szer nyert és 5-ször lett második - ez összetettben egy 5 helyezésre volt elég. Németországban, az ADAC Junior Cup-ban szintén indult egy 85 köbcentis motorral, de itt is csak egy fél szezont teljesített - a 20. lett összesítésben. Ezeken felül pedig indult még a cseh bajnokságban is.

### 2020
Az eredeti tervek szerint ebben az évben szeretett volna a cseh és a magyar bajnokság mellett a korosztályos Eb-n és a vb-n is indulni, de a COVID-19 miatt módosult a versenyprogram. Végül csak Csehországban és Magyarországon indult. A magyar MX85-ös bajnokságban végül bajnoki címet ünnepelhetett (10-ből 7 győzelem és 3 második hely).

### 2021
Ebben az évben már a külföldi versenyek jelentős hangsúlyt kaptak és jöttek a komolyabb sikerek is. Augusztus legelején junior világbajnokságon vett részt Görögországban, Megalopoliszban, ahol a két futam összesítésében végül vb bronzérmet szerzett MX85-ben.  Az Európa-bajnokságon (EMX85) a 6. helyen zárt, de versenyzett még Olaszországban és Németországban is. A hazai MX85-ös pontvadászatban ezúttal sem talált legyőzőre: megvédte címét, 9 verseny, 5 győzelem, 4 második hely. 

### 2022
Géposztályt és csapatot is váltott. A Maurer-féle Husqvarna után egy olasz csapathoz került, ahonnan távozni kényszerült - végül a francia TECH32RACINGMX fogadta be, majd augusztus végén a saját Instagram oldalán jelentette be, hogy Giulio és Daniele Pardi együttesénél, a Pardi Racing Scuola Cross csapatnál folytatja KTM-el.
Indult a junior vb-n 125 köbcentis kategóriában, ahol az első futamon 17. lett, a másodikon pedig motorhiba miatt kiállni kényszerült - végül 17. lett összesítésben. A 125-ös Eb-n (EMX125) csak az utolsó két fordulóban, Svédországban és Finnországban állt rajthoz: 15 pontot gyűjtött, ami egy összetett 42. helyre volt elég.
Olaszországban indult az olasz junior 125-ös bajnokságban, ahol 15. lett összetettben (de nem futott teljes szezont). Az olasz felnőtt 125-ös bajnokságban pedig összetett 12. lett.
A magyar bajnokságban a felnőtt MX2-ben indult két versenyhétvégén és végül 6. lett összesítésben, valamint UMX Open kategóriában is rajthoz állt a kiskunfélegyházai fordulóban, ahol két második helyet gyűjtött be és összetettben ezzel szintén 6. lett.

### 2023
A romániai 125cc-s junior vb-n a 9. helyet szerezte meg összesítésben; az Európa-bajnokságon (EMX125) pedig ezúttal teljes szezont futott és a 8. helyen zárt összetettben. Fontos még hozzátenni, hogy ettől az évtől fogva a HUMDA is elkezdte támogatni az ő karrierjét.
Olaszországban az Internazioni d‘Italia mx olasz bajnokságban 125-ben összetett 5. helyen végzett. Indult még a 24MX Campionato Italiano Motocross Prestige bajnokság fiatalok számára kiírt rookies cup kategóriájában is, amiben 125-ös bajnok lett - ő az első magyar, akinek ezt sikerült elérnie.
A magyar bajnokságban nem 125cc-s géppel indult. A KTM-Husqvarna-GasGas Centrum jóvoltából egy négyütemű, 250-es versenygépet kapott, amivel a felnőtt MX2-ben versenyzett. Összetettben a 6. lett - de a 10-ből csak 4 futamon indult, amiből kettőt meg is nyert, a másik kettőn pedig harmadik lett.

### 2024
A 2024-es esztendőben is a 125-ös Európa-bajnokság volt a legfontosabb széria, amiben indult. Úja csapattal, egy Fantic nyergében vágott neki az évnek és karrierje addigi legnagyobb sikereit érte el. Az EMX125-ben 5 futamgyőzelemmel összetett első helyet ért el - ezzel 17 évesen ő lett a sportág történetének első magyar Európa-bajnoka.
A hollandiában megrendezett junior világbajnokságon MX125-ben pedig szintén első lett - megelőzve összesítésben Simone Mancinit, Francisco Garciát, Gyan Doensent és Kasimir Hinderssont is.
Az olasz bajnokságban MX125-ben 2. lett összetettben Gyan Doensen mögött. 
Magyarországon összesen két versenyhétvégét vállalt. Egyszer az MX2-ben indult Tápióbicskén, ahol egy győzelmet és egy második helyet könyvelhetett el - összetett 11. pozícióban végzett. Az Elite MX1-ben is debütált: egy fordulóban indult, 38 pontot szerzett és a 9. lett a végelszámolásnál.

### 2025
Élete legsikeresebb szezonja végén elhagyta a Fantic csapatát és a a belga JM Racing Honda csapatához szerződött, ami egyben váltást jelentett a 250-es kategóriára is. Brent van Doninck és David Braceras lettek a csapattársai. A fő cél az Európa-bajnokság 250-es kategóriája volt, ott ment teljes szezont. 
A Honda Magyarország támogatásával pedig részt vehet az Internazionale’d Italia és a magyar bajnoki futamokon is.